# Norbert Rehrmann
Norbert Rehrmann (* 21. August 1951 in Kassel; † 4. Juli 2010 ebenda) war Professor für hispanistische Kulturwissenschaften an der Technischen Universität Dresden.

## Leben
Nach seinem Studium der Hispanistik, Politik und Medienwissenschaften in Göttingen und Salamanca war Norbert Rehrmann wissenschaftlicher Angestellter an der Universität Kassel und Privatdozent an der Universität Bremen. Seit 2001 hatte er am Institut für Romanistik der TU Dresden die Professur für hispanistische Kulturwissenschaften inne. Er war verheiratet mit Athena Karagouni-Rehrmann und hat eine Tochter.

## Forschungsschwerpunkte
Neben Forschungen in spanischer und lateinamerikanischer Sozial- und Kulturgeschichte waren weitere Forschungsschwerpunkte die religiöse Vielfalt, Kulturpolitik, Identitätsbildungsprozesse, Kultur-, Natur- und Technikdiskurse, Kulturtourismus und bis in die jüngste Gegenwart Interkulturelle Wirtschaftskommunikation im hispanischen Raum, sowie die politisch-kulturellen Interdependenzen zwischen Deutschland/Zentraleuropa und der spanischsprachigen Welt.
Entgegen einer hochwissenschaftlichen Ausrichtung seiner Texte veröffentlichte Norbert Rehrmann seine Arbeiten stets auch in Publikationen außerhalb des Fachkreises. Von seiner Vorliebe für einen verständlichen Stil zeugt seine "Lateinamerikanische Geschichte" sowie die postum veröffentlichte Anthologie über wissenschaftliche Schreibstile mit dem Titel "Schlechter Stil. Sprachkritik aus fünf Jahrhunderten".

## Akademische Aktivitäten
Über Forschungs- und Lehraufträge hinaus hat Norbert Rehrmann weiterhin folgende Funktionen erfüllt:
- Vertrauensdozent der Friedrich-Ebert-Stiftung (Bonn)
- Mitherausgeber/Consejo Editorial der Zeitschrift Imago Americae. Revista de Estudios del Imaginario des Centro Extremeño de Estudios y Cooperación con Iberoamérica (CEXECI), Cáceres (Spanien) und der Universitäten von Guadalajara (Mexiko), Florenz (Italien) und La Plata (Argentinien)
- Mehrere DAAD-Gastdozenturen in Argentinien und Venezuela  und regelmäßige Vortrags- und Forschungsaufenthalte in Spanien und Lateinamerika
- Dresdner Hispanicum: Regelmäßige Vorträge von internationalen Spanien- und Lateinamerika-Experten aus Wissenschaft, Wirtschaft, Politik und Kultur
- Sokrates-Partnerschaften mit der Universidad de Alicante und der Universidad Pompeu Fabra (Barcelona)
- Erasmus-Partnerschaften mit der Universidad de la Laguna (Tenerife) und der Universidad Complutense (Madrid)

## Drittmittel-Projekte
Im Laufe seiner akademischen Karriere hat Norbert Rehrmann folgende aus Drittmitteln geförderte Projekte eingeworben und geleitet.
- Lateinamerika aus spanischer Sicht: Exilliteratur und Panhispanismus 1936–1975 (von 1989 bis 1995, u. a. DFG-finanziert)
- Geschichte und kulturelle Identität: Zur Bedeutung der jüdisch-islamischen Vergangenheit Spaniens im literarisch-politischen Diskurs des Landes im 19. und 20. Jahrhundert (von 1996 bis 2001 von der VW-Stiftung finanziert)
- Das Vermächtnis von Sefarad: die jüdisch-sephardischen Traditionen im Identitätsdiskurs der jüdischen Literatur und Publizistik Lateinamerikas im 20. Jahrhundert (von 2002 bis 2004 von der Fritz Thyssen Stiftung finanziert)

## Internationale Kolloquien; Ausstellungen, Preise
Neben diversen Veröffentlichungen ging aus seinen Forschungen weitere Beiträge hervor:
- Internationales Kolloquium: „Spanien und die Sepharden“ (Juni 1997)
- Internationales Kolloquium: „Die jüdisch-sephardische Kultur in Lateinamerika, Portugal, Spanien und Deutschland“ (Februar 2001)
- Internationales Kolloquium: „Juden in Lateinamerika“ (März 2001)
- Internationales Kolloquium: Zur Kulturgeschichte von Natur, Technik und (Natur-)Wissenschaften in Spanien und Lateinamerika (April 2005)
- Das Projekt „Erinnern – vermitteln – gestalten: Der Dresdner Maya-Kodex im Jahr der Geisteswissenschaften“, zusammen mit Jun.-Prof. Silke Jansen eingereicht, erhielt 2007 einen mit 7500 Euro dotierten Anerkennungspreis des Bundesministeriums für Bildung und Forschung.
- Vom 17. Oktober bis zum 30. November 2007 wurde die Ausstellung „Der Dresdner Maya-Kodex: Geschichte und Gegenwart eines kulturellen Schatzes“, zusammen mit Studierenden der Romanistik konzipiert und erarbeitet, im Foyer der Sächsischen Staats- und Universitätsbibliothek (SLUB) und im Foyer des Kathedralforums/Haus der Kirche in Dresden gezeigt.
- Zusammen mit dem Kathedralforum/Haus der Kirche in Dresden und der Sächsischen Staats- und Universitätsbibliothek (SLUB) fand vom 17. Oktober bis zum 30. November 2007 die internationale Vortragsreihe „Die Maya – Geschichte und Geheimnis“ statt.

## Veröffentlichungen

### Bücher und Herausgaben
- Norbert Rehrmann (Hg.): Schlechter Stil! Sprachkritik aus fünf Jahrhunderten. Lambert Schneider 2011. ISBN 365023856X
- Simón Bolívar: Die Lebensgeschichte des Mannes, der Lateinamerika befreite, Berlin: Klaus Wagenbach 2009, ISBN 978-3-8031-3630-5
- Norbert Rehrmann/Laura Ramírez Sáinz (eds.): Dos culturas en diálogo. Historia cultural de la naturaleza, la técnica y las ciencias naturales en España y América Latina, Madrid/Frankfurt a. Main: Iberoamericana/Vervuert 2007. ISBN 978-84-8489-303-5 (Iberoamericana), ISBN 978-3-86527-333-8 (Vervuert)
- Lateinamerikanische Geschichte - Kultur, Politik, Wirtschaft im Überblick, Reinbek bei Hamburg: Rowohlts Enzyklopädie, Dezember 2005, ISBN 3-499-55676-6
- Als Herausgeber: El legado de Sefarad. Los judíos sefardíes en la historia y la literatura de América Latina, España, Portugal y Alemania. Con un prologo de Juan Goytisolo. Salamanca: Amarú Ediciones 2003
- Das schwierige Erbe von Sefarad: Juden und Mauren in der spanischen Literatur und Geschichtsschreibung. Von der Romantik bis zur Mitte des 20. Jahrhunderts, Frankfurt: Vervuert 2002
- Als Herausgeber (zusammen mit Andreas Koechert): Spanien und die Sepharden. Geschichte, Kultur, Literatur, Tübingen: Niemeyer 1999
- "Ein sagenhafter Ort der Begegnung". Lion Feuchtwangers Roman "Die Jüdin von Toledo" im Spiegel von Kulturgeschichte und Literaturwissenschaft, Berlin: edition tranvía 1996
- Lateinamerika aus spanischer Sicht. Exilliteratur und Panhispanismus zwischen Realität und Fiktion (1939–1975), Frankfurt: Vervuert 1996
- Spanien. Kulturgeschichtliches Lesebuch. Kommentare, Texte, Bibliographie, Frankfurt: Vervuert 1991
- Geschichte als nationale Erbauung? Entdeckung und Eroberung Amerikas im Werk von Salvador de Madariaga, Kassel: Edition Reichenberger 1990
- Als Herausgeber: Die "Nueva Canción' in Spanien und Lateinamerika. Aufsätze, Interviews und unterrichtspraktische Beispiele, Nürnberg: DSV 1985
- Politische Lieder in Lateinamerika: Das Beispiel des Neuen Liedes in Chile. Interview mit der Gruppe Quilapayún, "entwicklungsperspektiven' no 20, Kassel: Gesamthochschule Kassel 1985
- Als Herausgeber (zusammen mit Miguel Prea): Aragón - Geschichte, Kultur und Politik einer spanischen Region. Unterrichtsmaterialien, Nürnberg: DSV 1987

Die Liederbewegung der Nueva Canción in Spanien mit einer Fallstudie zu José Antonio Labordeta aus Aragón, Gesamthochschule Kassel-Universität, 1986